# 马库斯·金克
马库斯·金克（德語：Marcus Kink，1985年1月13日—），德国男子冰球运动员，场上位置是前锋。他曾代表德国国家队参加2018年冬季奥林匹克运动会冰球比赛，获得一枚银牌。